# 나주 최씨
나주 최씨(羅州崔氏)는 전라남도 나주시를 본관으로 하는 한국의 성씨이다.

## 참고 자료
- “나주최씨(羅州崔氏)”. 뿌리를 찾아서.[깨진 링크(과거 내용 찾기)]